# Traliccio di Rausch
Il traliccio di Rausch è il traliccio equivalente che rappresenta il modello resistente a torsione semplice di un elemento in calcestruzzo armato in fase II (fase fessurata). 
Attraverso la sperimentazione si è constatato che in una trave in calcestruzzo semplice soggetta ad una sollecitazione di torsione, le fessure risultano inclinate di un angolo pari a circa 45°, con andamento a spirale lungo la superficie della membratura.
Questo quadro fessurativo tra l'altro interessa solamente uno strato poco spesso di calcestruzzo vicino alla superficie, rimanendo il nucleo dell'elemento praticamente integro.
Pertanto Rausch, in analogia al traliccio di Ritter-Mörsch, ha ipotizzato un traliccio spaziale tubolare composto da bielle compresse di calcestruzzo, disposte lungo la superficie della trave,  inclinate di 45° rispetto all'asse dell'elemento e bielle tese costituite dall'armatura, disposta all'interno dello spessore corticale interessato dal fenomeno fessurativo, costituita o da un'elica inclinata a 45° o da barre longitudinali e da staffe chiuse.
I nodi del traliccio sono nodi cerniera e pertanto il traliccio tubolare è ipotizzato isostatico.

## Fonti bibliografiche
- Rausch Ernst, "Berechnung des Eisenbetons gegen Verdrehung und Abscheren", ed. Julius Springer, Berlino, 1929.